# EPSEM
Die EPSEM („equal probability selection method“) bezeichnet ein Auswahlverfahren, bei dem alle Elemente einer Grundgesamtheit dieselbe Chance besitzen, in die Stichprobe zu gelangen. Eine Zufallsstichprobe stellt die einfachste Form einer EPSEM-Stichprobe dar.
Die in dem grundsätzlich sehr empfehlenswerten Buch von Schnell/Hill/Esser angegebene Formulierung „equal probability sampling mechanism“ ist irreführend; das kann man schon daraus erkennen, dass die Abkürzung dann EPSAM heißen müsste. Tatsächlich verwendet die englischsprachige Fachliteratur die oben angegebene Formulierung.